# 翁齐浩
翁齐浩（1964年6月—），男，汉族，旅美地理学家、遥感专家、欧洲科学院外籍院士。

## 生平
出生于福建福州，1990年，于华南师范大学自然地理学专业获得硕士毕业，美国乔治亚大学地理学博士。

## 外部鏈結
- 翁齊浩個人網站 （页面存档备份，存于）